# Kamalduli remetelak (Nápoly)
A Kamalduli remetelak (Eremo dei Camaldoli) egy kolostor Nápoly mellett, Dél-Olaszországban.

## Camaldoli-domb
A Camaldoli-domb egy domb Nápoly északkeleti részében. Legmagasabb pontján 457 m, így a legmagasabb domb a Vezúv és a Campi Flegrei között. A domb tetején áll a remetelak.

## Leírása
Egyike a ma is működő kamalduli kolostoroknak. A Vezúv és a Campi Flegrei között helyezkedik el egy domb tetején. 1585-ben építették a montecoronai gyülekezet tagjai. A barokk kolostortemplom oltára Cosimo Fanzago alkotása, a freskók Francisco Fracanzo és Luca Giordano alkotásai. A kolostor részben nyitott a nagyközönség számára, és időszakosan a városra néző kertek is látogathatóak.